# Mnasra
Mnasra (en àrab مناصرة, Mnāṣra; en amazic ⵎⵏⴰⵚⵕⴰ) és una comuna rural de la província de Kénitra de la regió de Rabat-Salé-Kenitra. Segons el cens de 2014 tenia una població total de 34.429 persones.